# De piel a piel (álbum de Chayanne)
De piel a piel es el título del tercer álbum recopilatorio grabado por el cantante puertorriqueño-estadounidense Chayanne. Fue lanzado al mercado bajo el sello discográfico Sony BMG Norte el 9 de septiembre de 2008. El álbum recoge 16 canciones, 12 vídeos y otros extras, de los 30 años de carrera del artista de pop latino y una serie de entrevistas dadas por el artista. Incluye material de toda su discográfica. Chayanne junto a sus productores decidieron hacer de este recopilatorio algo nuevo, agregando las versiones en DVD, de las canciones más destacadas.

## Lista de canciones

### CD
1. Tu pirata soy yo (Tema extraído del álbum Chayanne II - 1988)
2. Este ritmo se baila así (Tema extraído del álbum Chayanne II - 1988)
3. Fiesta en América (Tema extraído del álbum Chayanne - 1987)
4. Completamente enamorados (Tema extraído del álbum Tiempo de vals - 1990)
5. Provócame (Tema extraído del álbum Provócame - 1992)
6. El centro de mi corazón (Tema extraído del álbum Provócame - 1992)
7. Dejaría todo (Tema extraído del álbum Atado a tu amor - 1998)
8. Atado a tu amor (Tema extraído del álbum Atado a tu amor - 1998)
9. Candela (Tema extraído del álbum Simplemente - 2000)
10. Yo te amo (Tema extraído del álbum Simplemente - 2000)
11. Y tu te vas (Tema extraído del álbum Grandes éxitos - 2002)
12. Torero (Tema extraído del álbum Grandes éxitos - 2002)
13. Un siglo sin ti (Tema extraído del álbum Sincero - 2003)
14. Salomé (Tema extraído del álbum Atado a tu amor - 1998)
15. Te echo de menos (Tema extraído del álbum Cautivo - 2005)
16. Si nos quedara poco tiempo (Tema extraído del álbum Mi tiempo - 2007)
17. Amor inmortal (Tema inédito de la telenovela de Gabriel, amor inmortal)

### DVD
1. Tu pirata soy yo (Tema extraído del álbum Chayanne II - 1988)
2. Este ritmo se baila así (Tema extraído del álbum Chayanne II - 1988)
3. Fiesta en América (Tema extraído del álbum Chayanne - 1987)
4. Completamente enamorados (Tema extraído del álbum Tiempo de Vals - 1990)
5. Dejaría todo (Tema extraído del álbum Atado a tu amor - 1998)
6. Atado a tu amor (Tema extraído del álbum Atado a tu amor - 1998)
7. Yo te amo (Tema extraído del álbum Simplemente - 2000)
8. Y tu te vas (Tema extraído del álbum Grandes éxitos - 2002)
9. Torero (Tema extraído del álbum Grandes éxitos - 2002)
10. Un siglo sin ti (Tema extraído del álbum Sincero - 2003)
11. Te echo de menos (Tema extraído del álbum Cautivo - 2005)
12. Si nos quedara poco tiempo (Tema extraído del álbum Mi Tiempo - 2007)
13. Entrevista con Chayanne, galería de fotos, biografía y discográfica del artista.